# Aeroportul Dasht-e Naz
Aeroportul Dasht-e Naz (IATA: SRY, ICAO: OINZ) este un aeroport din Sari, Central District⁠(d), Sari County⁠(d), Mazandaran Province⁠(d), Iran. Aeroportul a fost tranzitat în 2019 de 325.763 de pasageri.
Situat la o altitudine de 11 m, aeroportul dispune de o singură pistă. Este operat de Iranian Airports Holding Company⁠(d).